# Syntomus lateralis
Syntomus lateralis es una especie de escarabajo de la familia Carabidae.

## Distribución geográfica
Se distribuye por el sur del paleártico, en una franja de terreno que va desde Fuerteventura hasta Irán.